# Асбах-Бойменхайм
Асбах-Бойменхайм (нем. Asbach-Bäumenheim) — община в Германии, в земле Бавария.
Подчиняется административному округу Швабия. Входит в состав района Донау-Рис.  Население составляет 4272 человека (на 31 декабря 2010 года). Занимает площадь 11,89 км².